# Nyim
Nyim è un comune dell'Ungheria di 311 abitanti (dati 2001) situata nella contea di Somogy, nell'Ungheria centro-occidentale.